# Cicerone Theodorescu
Cicerone Theodorescu (Bukarest, 1908. február 9. – Bukarest, 1974. február 18.) román költő, műfordító.

## Élete
Apja a román vasúttársaság (Căile Ferate Române) munkása volt. Középiskolai tanulmányai után a Bukaresti Egyetem irodalom és filozófia szakára járt. Ezután több középiskolában is tanított, valamint szerkesztőként és riporterként is dolgozott. A baloldali sajtó közreműködőjeként több más, demokráciapárti értelmiségivel együtt petíciót írt alá Románia fasizmus felé sodródása ellen. 1944-ben, I. Mihály román király puccsa után fontos pozíciókat töltött be a Centrala Cărții kiadói felügyeletnél, 1944-től a Román Írók Társasága alelnöke, 1948-tól a Viața Românească magazin főszerkesztője volt.
Irodalmi pályafutását 1925-ben kezdte, az Azi, Credința, Cuvântul, Cuvântul liber, Facla, Lumea, Sinteza, Gazeta literară, Viața Românească, Vremea, Zodiac, România literară és a Luceafărul című lapok közölték verseit. Első önálló kötete 1936-ban jelent meg Cleștar címen. E gyűjteményében több alkotása is a vasúti munkások kemény munkájával, szenvedésével foglalkozott. Többi kötete ugyanezt az irányt követte (Cântece de galeră, 1946; Focul din amnar, 1946; Un cântec din ulița noastră, 1953, ez utóbbi román Állami Díjat kapott). Az idő múlásával lírája egyre epikusabbá vált. Későbbi kötetei a Poteca lunii, 1964; Hronic, 1965; Zburătorul din larg, 1965; Țărmul singuratic, 1968; Platoșa duratei, 1973 és a Nebunul regelui (posztumusz jelent meg 1976-ban). Élete végén, 1971 és 1972 közt hosszabb időt töltött Rómában, ahol egy terjedelmesebb költeményt alkotott Traianus császárról, e munkája mindmáig kiadatlan.
Fordítói tevékenysége is jelentős, különös tekintettel a szovjet irodalomra: román nyelvre fordította Majakovszkij és Alekszandr Tvardovszkij munkáit. Románra ültette William Blake, Jérôme Carcopino és Lino Curci műveit. Foglalkozott népdalgyűjtéssel (Izvoare fermecate, 1958), sőt, gyermekek számára is írt munkákat.
Írói álnevei Radu Lăncieru, Victor Sângeru, C. Tudor és C. Tudoran voltak. Magyarul a Galaktika 12. száma közölte Ikároszok című versét 1975-ben.

## Magyarul megjelent művei
- Válogatott versek; ford. Gréda József; Állami Irodalmi és Művészeti Kiadó, Bukarest, 1957
- Lajos a tarajos; ford. Bajor Andor; Ifjúsági, Bukarest, 1953

## Fordítás
- Ez a szócikk részben vagy egészben  a   Cicerone Theodorescu című angol Wikipédia-szócikk ezen változatának fordításán alapul.  Az eredeti cikk szerkesztőit annak laptörténete sorolja fel. Ez a jelzés csupán a megfogalmazás eredetét és a szerzői jogokat jelzi, nem szolgál a cikkben szereplő információk forrásmegjelöléseként.